# MS Paint Adventures
MS Paint Adventures ist eine Webseite, auf der der amerikanische Comic-Künstler Andrew Hussie seine Webcomics veröffentlicht. Mit über 9.000 Seiten ist sie nach verschiedenen Schätzungen die umfangreichste Webcomicseite im Internet. Die aktuelle Hauptserie Homestuck verfügt über eine große Fanbasis in Amerika und es existieren auch Teilübersetzungen und Übersetzungen von Fans in die deutsche und französische Sprache.
Die vier auf MS Paint Adventures veröffentlichten Hauptserien sind Jailbreak, Bard Quest, Problem Sleuth und Homestuck. Zur Hauptserie Homestuck existiert außerdem die aktuelle Nebenserie Paradox Space.

## Vorgeschichte
Am 25. September 2006 veröffentlichte Andrew Hussie ein Adventure als Forumspiel unter dem Namen MS Paint Adventure. In der Bedienung war es ähnlich dem Spiel Colossal Cave Adventure. Dieses Spiel verschob er am 4. Januar 2007 in ein Subforum, das er mit dem alten Namen des Spiels MS Paint Adventure betitelte, während er das Spiel selbst nun Escape from Jail Island (sinngemäß: Ausbruch von der Gefängnisinsel) nannte, eine Anspielung auf den Namen des Spieles Escape from Monkey Island,. Ab 23. Februar 2007 ließ Hussie die Seite pausieren.

## Start am 3. Juni 2007 mit Jailbreak
Am 3. Juni 2007 startete Andrew Hussie die heutige Webseite MS Paint Adventures und dort einen Relaunch von Escape from Jail Island unter dem neuen, damit dritten und heute noch gültigen Namen Jailbreak (Gefängnisausbruch).
Der Hauptcharakter von Jailbreak wacht in einer Gefängniszelle auf und stellt sich die Aufgabe zu entkommen. Jailbreak umfasst 134 Seiten.

## Bard Quest
Neun Tage später veröffentlichte Hussie Bard Quest, ein Comic, in dem ein Barde sich der Aufgabe stellt Drachen zu erschlagen. Der Comic von 47 Seiten ist unvollendet, wird aber nicht fortgesetzt.

## Problem Sleuth
Problem Sleuth ist eine Detektivgeschichte, die in der Zeit der Prohibition spielt. Hussie veröffentlichte die Geschichte zwischen dem 10. März 2008 und dem 7. April 2009 mit einer Länge von 1.673 Seiten.